# Au temps de la guerre des étoiles
Pour plus de détails, voir Fiche technique et Distribution.
Au temps de la guerre des étoiles (The Star Wars Holiday Special) est un téléfilm musical de science-fiction américain réalisé par Steve Binder et diffusé en 1978. 
Le film a été diffusé l'année suivant la sortie du premier film de la saga Star Wars, intitulé Un nouvel espoir. Son scénario se déroule après les événements du premier opus, et met en scène la famille de Chewbacca célébrant la fête de la Journée de la vie sur Kazzook (plus tard renommée en Kashyyyk). Le téléfilm marque également la toute première apparition de Boba Fett à l'écran.
Au temps de la guerre des étoiles a été diffusé aux États-Unis sur CBS, le 17 novembre 1978 à 20 h, et au Canada sur CTV, le même jour à 19 h. Originellement d'une durée de 97 minutes, il a été diffusé dans une version raccourcie à 72 minutes en France, sur TF1, le 1er janvier 1980 à 14 h, supprimant notamment la scène chantée par Carrie Fisher.

## Synopsis
Chewbacca et Han Solo tentent d'échapper à des Destroyers Stellaires pour pouvoir rentrer sur Kashyyyk fêter la Journée de la vie (homologue Wookiee de Thanksgiving ou Noël) avec la famille de Chewie : Malla, sa femme, Lumpy, son fils, ainsi que son père, Itchy. 
Pendant ce temps sur Kashyyyk, Malla prépare la fête avec l'aide de son fils et de son beau-père. La famille s'inquiète du retard des deux amis. Luke Skywalker, Leia Organa, C-3PO, R2-D2 et Saun Dann vont les aider à traverser cette attente inquiétante. Ils ne vont pas tarder à devoir affronter des Stormtroopers à la recherche de rebelles.

## Fiche technique
- Titre original : The Star Wars Holiday Special
- Titre français : Au temps de la guerre des étoiles
- Réalisation : Steve Binder
- Scénario : Pat Proft, Leonard Ripps, Bruce Vilanch, Rod Warren, Mitzie Welch, d'après des personnages créés par George Lucas
- Direction artistique : Brian Bartholomew
- Décors : Garrett Lewis
- Costumes : Bob Mackie
- Photographie : John B. Field
- Montage : Jerry Bixman, Vince Humphrey
- Musique : Ian Fraser (en)
- Production : Joe Layton
  - Producteur exécutif : Dwight Hemion
  - Producteurs associés : Rita Scott, Monroe Caroll
- Sociétés de production : 20th Century Fox Television, Smith-Hemion Productions, Winters Hollywood Entertainment Holdings Corporation
- Sociétés de distribution :  CBS ;  TF1
- Pays d'origine : États-Unis
- Langue originale : anglais
- Format : couleur - 35 mm - 1,33 : 1 - Mono
- Genre : science-fiction, comédie
- Durée : 97 minutes
- Dates de diffusion :
  -  États-Unis : 17 novembre 1978 sur CBS
  -  France : 1er janvier 1980 sur TF1

## Distribution
- Harrison Ford (VF : Francis Lax) : Han Solo
- Peter Mayhew : Chewbacca
- Mark Hamill (VF : Marc François) : Luke Skywalker
- Carrie Fisher (VF : Claude Chantal) : Princesse Leia Organa
- Anthony Daniels (VF : Jacques Ferrière) : C-3PO (Z-6PO en VF)
- Mickey Morton : Malla
- Patty Maloney : Lumpy
- Paul Gale : Itchy
- Beatrice Arthur (VF : Paule Emmanuele) : Ackmenra (ou Ackmena)
- Harvey Korman (VF : Serge Lhorca, Perrette Pradier et Jacques Thébault) : Krelman / la cuisinière / instructeur Amorphien
- Art Carney (VF : Claude Nicot) : Saun Dann
- D2-R2 « Incarne un D2-R2 plus vrai que nature » (citation du narrateur dans l'introduction)
- David Prowse : Dark Vador
- James Earl Jones : voix de Dark Vador
- Michael Potter : un garde Impérial
- Jack Rader : un garde Impérial
- Lev Mailer : un garde Impérial
- Claude Woolman (VF : Michel Derain) : un officier impérial
- Diahann Carroll : Mermeia
- Jefferson Starship (Marty Balin, Craig Chaquico, Paul Kantner) : groupe holographique
- Don Francks (VF : Georges Atlas) : Boba Fett (voix)
- Art James (VF : Roland Ménard) : le narrateur (voix)

## Réception
N'ayant supervisé ni la réalisation ni l'écriture et n'ayant même pas produit le film, George Lucas découvre lors de sa diffusion un programme qu'il juge tout à fait ridicule et obtient que ce dernier ne soit plus jamais diffusé. Ce sera bien le cas, les seules versions disponibles de nos jours l'étant sous forme pirate et provenant d'enregistrements par magnétoscopes de l'époque. Lucas a même confié à un auteur qu'il souhaiterait que toutes les copies soient détruites.
Lucas n'est pas le seul à penser le plus grand mal du film. Globalement, la critique fut très négative et ce film est culte chez les amateurs de nanars. Seul point apprécié, le film comprend la première apparition de Boba Fett.
Le tournage a eu lieu quelques semaines après l'accident de voiture de Mark Hamill, qui lui valut une paralysie faciale, d'où la quasi-absence d'expression sur son visage et l'excès de maquillage destiné à dissimuler ses cicatrices.